# 用賀本線料金所
座標: 北緯35度37分35.1秒 東経139度37分51.7秒 / 北緯35.626417度 東経139.631028度

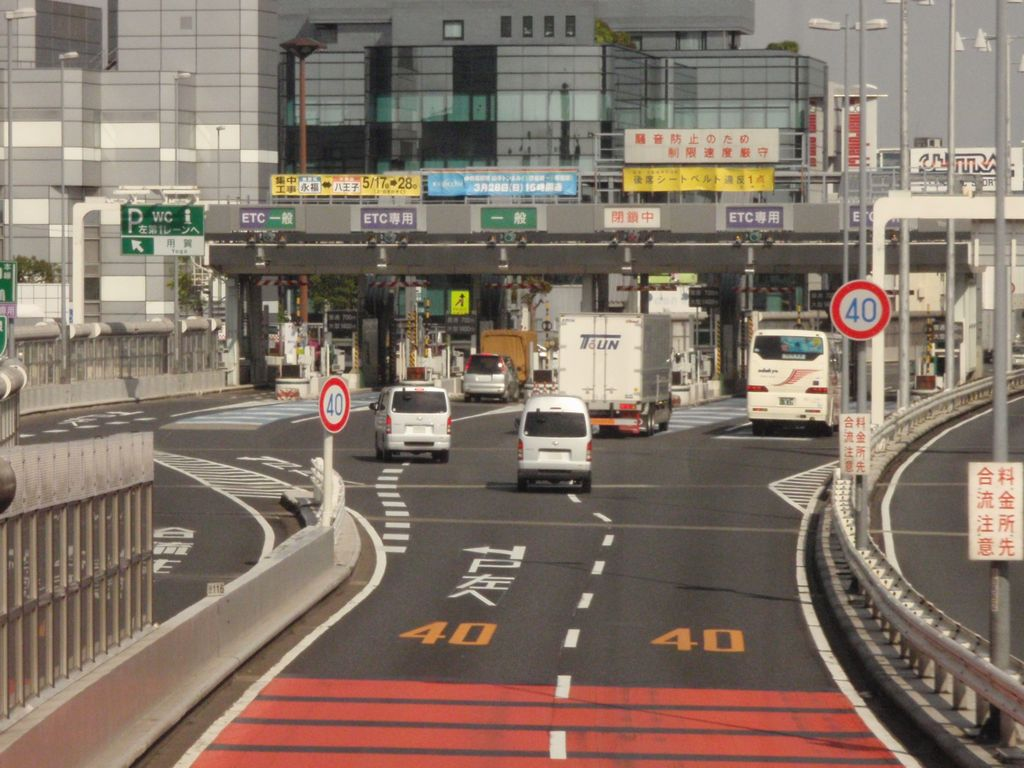
用賀本線料金所

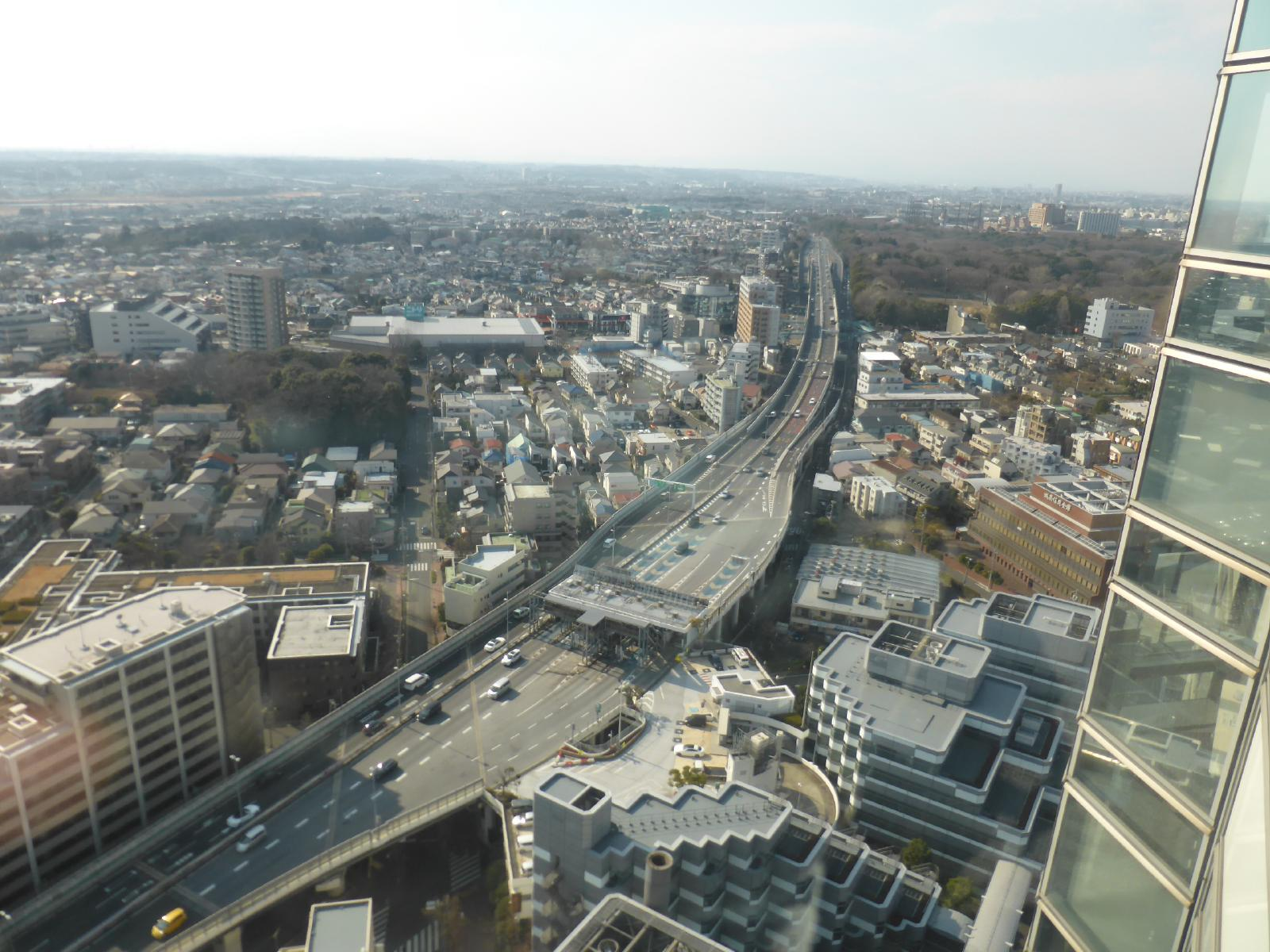
用賀本線料金所と用賀パーキングエリア

用賀本線料金所（ようがほんせんりょうきんじょ）は、東京都世田谷区にある、首都高速3号渋谷線の上り線（谷町JCT方面）に設置されている本線料金所である。用賀PAが併設されている。

## 道路
- 首都高速3号渋谷線

## 料金所
- ブース数：6
  - ETC専用：3
  - ETC/一般：1
  - 一般：1
  - 閉鎖中：1

東名高速道路および用賀入口から首都高速道路へ向かう非ETC車に対し、利用距離に関わりなく均一料金を徴収する。

## 隣
首都高速3号渋谷線
(305)三軒茶屋出入口 - 用賀PA/TB - (307)用賀出入口/(1)東京IC（E1東名）